# European Round Table of Industrialists
European Round Table of Industrialists (ERT) är ett informellt forum för omkring 45 industriledare från storföretag i Europa. Dessa företag omsätter totalt över 1 biljon € inom EU. Tanken med sammanslutningen är, att det europeiska näringslivet har gemensamma intressen när det gäller att klara konkurrensen med övriga världen. Round Table-gruppen har sitt kontor i Bryssel och är en av de mäktigaste lobbyorganisationerna i EU. Svenska ledamöter är för närvarande (2012):
Leif Johansson (Ericsson)
Jacob Wallenberg (Investor)
Bland övriga representerade företag: Fiat, Renault, Siemens, British Airways, BP, Astra Zeneca, Nestlé och Rolls-Royce.

## Ordförande
- 1983 – 1988: Pehr G. Gyllenhammar (Volvo)
- 1988 – 1992: Wisse Dekker (Philips)
- 1992 – 1996: Jérôme Monod (Suez Lyonnaise des Eaux)
- 1996 – 1999: Helmut Maucher (Nestlé)
- 1999 – 2001: Morris Tabaksblat (Reed Elsevier)
- 2001 – 2005: Gerhard Cromme (ThyssenKrupp)
- 2005 – 2009: Jorma Ollila (Nokia)
- 2009 – 2014: Leif Johansson (Ericsson)
- 2014 – 2018: Benoît Potier (Air Liquide)
- Since 2018: Carl-Henric Svanberg (AB Volvo)